# Artiom Soloveï
Artiom Viktorovitch Soloveï (en russe : Артём Викторович Соловей) ou Artsiom Viktaravitch Salaveï (biélorusse : Арцём Вiктаравiч Салавей), né le 1er novembre 1990 à Selawchtchyna à l'époque en RSS biélorusse et aujourd'hui en Biélorussie, est un joueur de football biélorusse, qui évolue au poste de milieu de terrain.

## Biographie

### Carrière en club
Il joue trois matchs en Ligue Europa avec l'équipe du Torpedo Jodzina. 

### Carrière en sélection
Il participe avec la sélection biélorusse aux Jeux olympiques d'été de 2012. Lors du tournoi olympique, il joue deux matchs : contre la Nouvelle-Zélande, et l'Égypte.

## Palmarès
| Dinamo Minsk - Championnat de Biélorussie : - Vice-champion : 2008 et 2009. |  | Torpedo Jodzina - Coupe de Biélorussie : - Finaliste : 2010. - Supercoupe de Biélorussie : - Finaliste : 2011. |  | Oural Iekaterinbourg - Championnat de Russie D2 (1) : - Champion : 2013. |